# Токат (вилајет)
Токатски вилајет (тур. Tokat ili) је вилајет у северној Турској. Суседни вилајети су Амасија на северозападу, Јозгат на југозападу, Сивас на југоистоку и Орду на североистоку. Престоница вилајета је град Токат, који лежи у унутрашњости црноморске регије, 422 km од Анкаре. Заузима површину од 9,959 km2, на којој живи 617,802 становника. Густина насељености је 62 ст./km2.

## Окрузи
Токатски вилајет је подељен на 12 округа (престоница је подебљана):
- Алмус
- Артова
- Башчифтлик
- Ербаа
- Никсар
- Пазар
- Решадије
- Сулусарај
- Токат
- Турхал
- Јешилјурт
- Зиле

## Историја
Два упечатљива споменика у овом вилајету су Хатуније Медреса из 15. века, изградио ју је султан Бајазит II и селџучки мост на реци Јешилирмак из 12. века. Палата Латифоглу, пример традиционалне турске куће из 19. века, недавно је обновљена до свог некадашњег сјаја.

## Галерија
- Панорама Токата
- Гок Медреса у Токату
- Полихромне плочице у Гок Медреси
- Машат Хојук, археолошко налазиште из хетитског доба